# PG指定の映画一覧 (米国)
PG指定の映画一覧は、アメリカ合衆国の映画審査機関MPAによる審査で、PG指定（子供の鑑賞には、保護者の指導を推奨）を受けた映画の一覧。
あくまで注意喚起であり、年齢制限ではないので、対象年齢以下の者への拘束力はない。また、2018年1月現在、日本においてPG-12指定を受けた作品はそれほど多くなく、R-15、R-18指定を受けた作品は存在しない。

## 一覧
注意事項
- 日本に正式に輸入されていない洋画は記載不可（ビデオスルー（劇場未公開）作品は可）。
- 米国に正式に輸入されていない邦画は記載不可（ビデオスルー（劇場未公開）作品は可）。
- 右記の"【】"は日本（映倫、もしくはビデ倫、ビデオメーカー）のレイティングを表す。
- 公開済みでも一覧に含まれていない作品があります。上記の事項を守って作品を追加してください。

### あ行
- アーサーとミニモイの不思議な国
- アーサーと魔王マルタザールの逆襲
- アーサーとふたつの世界の決戦
- アース・トゥ・エコー
- アーネスト キャンプに行く!
- アーネスト、クリスマスを救え!
- アーヤと魔女
- アーリーマン 〜ダグと仲間のキックオフ!〜
- アーロと少年
- アイ・アム・デビッド
- アイアン・ジャイアント
- アイス・エイジ
- アイス・エイジ2
- アイス・エイジ3/ティラノのおとしもの
- アイス・エイジ4/パイレーツ大冒険
- アイス・エイジ5/止めろ! 惑星大衝突
- アイス・エイジ バックの大冒険
- アイ・ラブ・トラブル
- アウトサイダー(1983)
- アウトロー（1976）
- アヴリルと奇妙な世界
- アガサ 愛の失踪事件
- アカプルコの海(劇場再公開時)
- 悪魔の棲む家PART3（前作、続編はR指定）
- アグリードール
- アタック・オブ・ザ・キラー・トマト
- アダムス・ファミリー（2019）
- アダムス・ファミリー2 アメリカ横断旅行!
- 天晴れテンプル(劇場再公開時)
- アデル/ファラオと復活の秘薬【PG12】
- アトランティス 失われた帝国
- 穴/HOLES
- あなたが寝てる間に…
- アナタハン
- アナと雪の女王
- アナと雪の女王2
- アニー（1982）
- アニー・ホール【劇場再公開時はPG12】
- あの年のクリスマス
- あの夏のルカ
- あの星に君がいる
- アフリカの女王(劇場再公開時)
- アフリカン・ダンク
- アポロ13
- 甘い罠
- アマデウス(ディレクターズカット版はR指定)
- アメイジング・グレイス
- アメリア 永遠の翼
- アメリカの夜
- アメリカン・グラフィティ
- 雨を告げる漂流団地
- アラジン（2019）
- アラビアのロレンス（劇場再公開時）
- アリス・イン・ワンダーランド（2010）
- アリス・イン・ワンダーランド/時間の旅
- アリスの恋【劇場再公開時はPG12】
- アルテミスと妖精の身代金
- アルビン/歌うシマリス3兄弟
- アルビン2 シマリス3兄弟 vs. 3姉妹（続編はG指定）
- アルビン4 それいけ! シマリス大作戦
- アルファ・アンド・オメガ
- アルフィー(1966)
- ある日どこかで
- アレクサンダーの、ヒドクて、ヒサンで、サイテー、サイアクな日
- アングリーバード
- アングリーバード2
- 暗黒街の顔役(1932)(劇場再公開時)
- 暗殺者を撃て
- アンツ（1998）
- アントブリー
- アンドリューNDR114
- イースターラビットのキャンディ工場
- いつか晴れた日に
- いまを生きる【劇場再公開時はPG12】
- 移民者たち
- イリュージョニスト
- イルカと少年
- イル・ポスティーノ
- イルマーレ（2006）
- インヴィンシブル 栄光へのタッチダウン
- インクハート/魔法の声
- インクレディブル・ファミリー
- インサイド・ヘッド
- インサイド・ヘッド2
- インディ・ジョーンズ/魔宮の伝説（続編はPG-13指定。「グレムリン」と共にPG-13制定のきっかけとなった映画）
- イントゥ・ザ・ウッズ
- インナースペース
- ウィキッド ふたりの魔女
- ウィッシュ
- ウィッシュ・ドラゴン
- ウィッチマウンテン/地図から消された山
- ウィロー
- ウエスタン・スターズ
- ウエストワールド
- ウォーク・トゥ・リメンバー
- ウォーター・ホース
- ウォルター少年と、夏の休日
- ウォレスとグルミット 仕返しなんてコワくない!(前作はG指定)
- ウォンカとチョコレート工場のはじまり
- 宇宙からのツタンカーメン
- 宇宙からのメッセージ
- 宇宙大怪獣ギララ
- 宇宙の法-エローヒム編-
- ウディ・アレンの愛と死
- ウディ・アレンのザ・フロント
- 海街diary
- 裏窓(劇場再公開時)
- うる星やつら 完結篇
- ウルトラマン: ライジング
- ウルフウォーカー
- エア・バディ
- エアベンダー
- エアポート・アドベンチャー クリスマス大作戦
- エアポート'75(前作はG指定)
- エアポート'77/バミューダからの脱出
- エアポート'80
- エアポート'99
- エイジ・オブ・イノセンス/汚れなき情事
- エクスプロラーズ
- エディ・マーフィの劇的1週間
- エデンの東【劇場再公開時はPG12】(劇場再公開時)
- 男と女II
- エバー・アフター
- エバーラスティング 時をさまようタック
- エバン・オールマイティ（前作はPG-13指定）
- エビータ
- 絵文字の国のジーン
- エリアンと魔法の絆
- エルヴィス・オン・ステージ
- エル・ドラド 黄金の都
- エルフ 〜サンタの国からやってきた〜
- エレファント・マン
- エンジェルス
- えんとつ町のプペル
- エンバー 失われた光の物語
- 黄金の指
- 王子と乞食
- 王になろうとした男
- 大いなる勇者
- 大いなる野望(劇場再公開時)
- おおかみこどもの雨と雪
- オーバー・ザ・トップ
- オープン・シーズン
- オールウェイズ
- オールスター・スーパーマン
- オールド・ドッグ(2009)
- おかしなおかしな大泥棒
- おかしな泥棒 ディック&ジェーン
- おじさんに気をつけろ!
- オズ
- オズの魔法使(2013年の劇場再公開時)(3D版)
- オズ はじまりの戦い
- オスカー
- 落ちこぼれの天使たち
- おつむて・ん・て・ん・クリニック
- オデッサ・ファイル
- オハナ
- 思い出のマーニー
- おもひでぽろぽろ
- オルカ

### か行
- ガーディアンズ 伝説の勇者たち
- ガーフィールド ザ・ムービー
- ガーフィールド2
- カーリー・スー
- ガール!ガール!ガール!(劇場再公開時)
- カールじいさんの空飛ぶ家
- かいじゅうたちのいるところ
- 怪獣島の決戦 ゴジラの息子（公開当初はG指定、劇場再公開時）
- 海賊船(1960)(劇場再公開時)
- 怪盗グルーの月泥棒
- 怪盗グルーのミニオン危機一発
- 怪盗グルーのミニオン大脱走
- 怪盗グルーのミニオン超変身
- 輝く瞳(劇場再公開時)
- かぐや姫の物語
- 影武者
- カサブランカ(劇場再公開時)
- 風と共に去りぬ(劇場再公開時)
- 風の谷のナウシカ
- かぞくモメはじめました
- 彼女は夢見るドラマクイーン
- ガフールの伝説
- カプリコン・1
- カメレオンマン
- ガリバー旅行記(2010)
- カリフォルニア・スイート
- 華麗なるギャツビー（1974）
- 華麗なる大泥棒
- カンガルー・ジャック
- ガンジー
- カントリー
- カンバセーション…盗聴…
- がんばれ!ベアーズ
- がんばれ!ベアーズ 特訓中
- がんばれ!ベアーズ大旋風 -日本遠征-
- カンフー・パンダ
- カンフー・パンダ2
- カンフー・パンダ3
- カンフー・パンダ 4 伝説のマスター降臨
- 気球船探険(劇場再公開時)
- 気球の8人
- 危険な年
- 奇跡(2011)
- 奇跡のシンフォニー
- キッド(2000)
- きみの色
- 君の名は。
- キャスパー
- キャスパー:誕生編
- キャッツ
- キャッツ & ドッグス
- キャッツ & ドッグス 地球最大の肉球大戦争
- キャノンボール
- キャノンボール2
- キャノンボール3 新しき挑戦者たち
- キャプテン・ウルフ
- ギャラクシー・クエスト
- キャンディ・ケイン・レーン
- 吸血鬼ゴケミドロ
- 吸血鬼ブラキュラ
- 教皇選挙
- 恐怖の足跡(劇場再公開時)
- 恐怖の報酬（1977）
- 恐竜伝説ベイビー
- ギレルモ・デル・トロのピノッキオ
- 疑惑の影(劇場再公開時)
- 銀河鉄道999
- 銀河ヒッチハイク・ガイド
- キング・オブ・コメディ(1982)
- キングコング（1976）（続編はPG-13指定）
- キング・ソロモンの秘宝2/幻の黄金都市を求めて(前作はPG-13指定)
- グースバンプス モンスターと秘密の書
- グースバンプス 呪われたハロウィーン
- グーニーズ
- クール・ランニング
- グッドナイト&グッドラック
- グッド・バーガー
- グッバイガール
- グッバイ・クリストファー・ロビン
- グッバイ、ドン・グリーズ!
- くもりときどきミートボール
- くもりときどきミートボール2 フード・アニマル誕生の秘密
- グラスハープ/草の竪琴
- 暗闇でドッキリ(劇場再公開時)
- グランパ・ウォーズ おじいちゃんと僕の宣戦布告
- グラン・ブルー(完全版はR指定)
- グリース【劇場再公開時はPG12】
- グリース2
- クリスタル殺人事件
- クリスマス・クロニクル
- クリスマス・クロニクル PART2
- グリズリー
- グリンチ（2000）
- グリンチ（2018）
- クルードさんちのはじめての冒険
- クルードさんちのあたらしい冒険
- くるみ割り人形と秘密の王国
- グレイストーク -類人猿の王者- ターザンの伝説
- グレイテスト・ショーマン
- クレイマー、クレイマー
- グレッグのダメ日記(2010)
- グレッグのおきて
- グレッグのダメ日記(2021)
- グレッグのダメ日記 ボクの日記が危ない!
- 紅の豚
- グレムリン（続編はPG-13指定。「インディ・ジョーンズ/魔宮の伝説」と共にPG-13制定のきっかけになった映画）
- グレンとグレンダ(劇場再公開時)
- 黒いオルフェ(劇場再公開時)
- クロオビキッズ(続編はPG-13指定)
- クロオビキッズ/夏休み決戦!
- クロオビ・キッズ/メガ・マウンテン奪回作戦
- クロース
- グローリー
- グローリー・ロード
- クロコダイル・ダンディー2(前作はPG-13指定)
- クロコダイル・ダンディー in L.A.
- グロリア(1980)
- ゲーム・プラン
- 激突!
- 原始のマン
- 原子力潜水艦浮上せず
- 恋
- 恋の邪魔者
- 恋人はパパ/ひと夏の恋
- コウノトリ大作戦!
- 候補者ビル・マッケイ
- 荒野の七人・真昼の決闘(前作はG指定)
- ゴーストバスターズ（1984）
- ゴーストバスターズ2（2016年版以降はPG-13指定）
- ゴーン・フィッシン'
- コクリコ坂から
- ゴジラ・エビラ・モスラ 南海の大決闘（1984年劇場再公開時）（前作はG指定）
- ゴジラ対ヘドラ（劇場再公開時）（前作はG指定）
- ゴジラ対メカゴジラ（劇場再公開時）（前作はG指定）
- ゴジラ（1984）（前作はG指定）
- ゴジラvsビオランテ
- ゴジラvsメカゴジラ
- ゴジラ2000 ミレニアム
- ゴジラ×メカゴジラ
- ゴジラ×モスラ×メカゴジラ 東京SOS（続編はPG-13指定）
- コララインとボタンの魔女
- ゴリラのアイヴァン
- コルドロン
- 小連隊長(劇場再公開時)
- コンタクト
- コンドルマン
- コンペティション

### さ行
- サーフィン ドッグ
- サーフズ・アップ
- サーフズ・アップ2
- 最後の弾丸(1971)
- サイモン・バーチ
- ザ・ウォーク
- ザ・スーパーマリオブラザーズ・ムービー
- ザスーラ
- ザ・スター はじめてのクリスマス
- さすらいの二人(劇場再公開時はPG-13指定)
- 殺人ゲームへの招待
- ザッツ★マジックアワー ダメ男ハワードのステキな人生
- ザ・ディープ(1977)
- 座頭市喧嘩旅
- ザナドゥ
- ザ・パイレーツ! バンド・オブ・ミスフィッツ
- サハラ
- ザ・ビッグマン
- サボテンの花
- サマーウォーズ
- サマー・ナイト
- ザ・マペッツ
- ザ・マペッツ2/ワールド・ツアー
- 猿の惑星・征服(前作まで、続編はG指定)
- 三銃士（1993）
- サンダーボルト救出作戦
- サンタクローズ（1994）(続編からはG指定)
- サンドロット/僕らがいた夏
- しあわせ家族計画
- 幸せの1ページ
- 幸せのレシピ
- 幸せへのキセキ
- 幸せへのまわり道
- シーウルフ
- シークレット・ガーデン（2020）
- シーラ号の謎
- ジェイコブと海の怪物
- ジェイン・エア(1996)
- ジェイン・オースティン 秘められた恋
- ジェーン(2017)
- 料理長殿、ご用心
- 地獄の天使(1930)(劇場再公開時)
- 地獄の天使(1967)
- 市民ケーン(劇場再公開時)
- ジム・ヘンソンのウィッチズ/大魔女をやっつけろ!
- シャーク・テイル
- シャークボーイ&マグマガール 3-D
- シャイアン(デジタル配信)
- ジャイアント・ピーチ
- ジャイアント・ベビー
- シャギー・ドッグ
- ジャズ・シンガー（1980）
- ジャスティス・リーグ x RWBY: スーパーヒーローとハンツマン: パート 1
- ジャッカルの日
- ジャック・フロスト
- ジャングル・ジョージ
- ジャングル 2 ジャングル
- ジャングル大帝(1997)
- ジャングル・ブック（1994）
- ジャングル・ブック（2016）
- シュガー・ラッシュ
- シュガー・ラッシュ:オンライン
- ジュマンジ【劇場再公開時はPG12】（続編からはPG-13指定）
- シュレック
- シュレック2
- シュレック3
- シュレック フォーエバー
- 少年マイロの火星冒険記
- 勝利への脱出
- 勝利への旅立ち
- 女王陛下の007
- ジョーズ3（続編はPG-13指定）
- ショーツ 魔法の石大作戦
- ジョー、満月の島へ行く
- ジョニー・イングリッシュ
- ジョニー・イングリッシュ 気休めの報酬
- ジョニー・イングリッシュ アナログの逆襲
- ジョン・キャンディの大進撃
- シラノ・ド・ベルジュラック(1990)
- 白雪姫(2025)
- 白雪姫と鏡の女王
- 知りすぎていた男(劇場再公開時)
- 死霊伝説
- 新・動く標的
- シング・フォー・ミー、ライル【PG12】
- ジングル・オール・ザ・ウェイ
- 真実(2019)
- シンデレラ(2015)
- シンデレラ(2021)
- シンデレラ・ストーリー
- シンデレラ・ストーリー2 ドリームダンサー
- シンドバッド 7つの海の伝説
- 新ポリスアカデミー バトルロイヤル
- 親友の結婚式
- スイッチング・チャンネル
- スイング・シフト
- スウォーム
- ズートピア
- ズートピア2
- スーパーインテリジェンス
- スーパーガール
- スーパーヒーロー・パンツマン
- スーパーマリオ 魔界帝国の女神
- スーパーマン（1978）
- スーパーマンII/冒険編
- スーパーマンII/リチャード・ドナーCUT版
- スーパーマンIII/電子の要塞
- スーパーマンIV/最強の敵
- スカイキャプテン ワールド・オブ・トゥモロー
- スカイ・ハイ（2005）
- スクービー・ドゥー（2002）
- スクービー・ドゥー2 モンスターパニック
- スクワーム
- すずめの戸締まり
- スター・ウォーズ エピソード1/ファントム・メナス
- スター・ウォーズ エピソード2/クローンの攻撃（エピソード3とエピソード7以降はPG-13指定）
- スター・ウォーズ エピソード4/新たなる希望
- スター・ウォーズ エピソード5/帝国の逆襲
- スター・ウォーズ エピソード6/ジェダイの帰還
- スター・ウォーズ/クローン・ウォーズ
- スター・ウォーズ: ビジョンズ - 村の花嫁
- スターガール
- スタア誕生（1954）(劇場再公開時)
- スタートレックII カーンの逆襲(前作はG指定)
- スタートレックIII ミスター・スポックを探せ!
- スタートレックIV 故郷への長い道
- スタートレックV 新たなる未知へ(続編はR指定)
- スタートレック ジェネレーションズ(続編はPG-13指定)
- スタートレック 叛乱(続編はPG-13指定)
- スター・ファイター
- スターマン/愛・宇宙はるかに
- スチュアート・リトル
- スチュアート・リトル2
- ステイン・アライブ(前作はR指定)
- スティング
- すてきな片想い
- ストーリー・オブ・マイライフ/わたしの若草物語
- ストリングス〜愛と絆の旅路〜
- ストレンジ・ワールド/もうひとつの世界
- 素直な悪女(劇場再公開時)
- スネーキーモンキー 蛇拳
- スノー・ドッグ
- スノーベイビー
- スパイアニマル・Gフォース
- スパイ in デンジャー
- スパイキッズ
- スパイキッズ2 失われた夢の島
- スパイキッズ3-D:ゲームオーバー
- スパイキッズ4D:ワールドタイム・ミッション
- スパイキッズ:アルマゲドン
- スパイダーウィックの謎
- スパイダーマン:スパイダーバース
- スパイダーマン:アクロス・ザ・スパイダーバース
- スパイ・ライク・アス
- 素晴らしき哉、人生!(劇場再公開時)
- スピード・レーサー
- スピリット 未知への冒険
- スフィンクス
- スプラッシュ
- スペースガーディアン
- スペース・ジャム
- スペース・プレイヤーズ
- スペースボール
- スポット
- スポンジ・ボブ/スクエアパンツ ザ・ムービー
- スポンジ・ボブ 海のみんなが世界を救Woo!
- スポンジ・ボブ: スポンジ・オン・ザ・ラン
- スマーフ
- スマーフ2 アイドル救出大作戦!
- スマーフ スマーフェットと秘密の大冒険
- 劇場版スマーフ/おどるキノコ村の時空大冒険
- スモールフット
- スランバーランド
- スリーメン&ベビー
- スリーメン&リトルレディ
- 青春カーニバル(劇場再公開時)
- セイフティ〜最高の兄弟
- 西部に来た花嫁
- 世界から希望が消えたなら。
- 世界崩壊の序曲
- セカンド・チャンス
- セクレタリアト/奇跡のサラブレッド
- 瀬戸内少年野球団
- セプテンバー
- 戦場にかける橋(劇場再公開時)
- 戦争と平和(1956)(劇場再公開時)
- センター・オブ・ジ・アース
- センター・オブ・ジ・アース2 神秘の島
- センチメンタル・アドベンチャー
- セント・アイブス
- 千と千尋の神隠し
- 千年女優
- ソイレント・グリーン
- ゾウの女王: 偉大な母の物語
- ソウル・サーファー
- ソウルフル・ワールド
- 続・激突!/カージャック
- 卒業(1967)
- ソニック・ザ・ムービー
- ソニック・ザ・ムービー/ソニック VS ナックルズ
- ソニック×シャドウ TOKYO MISSION
- ソルジャー・ストーリー
- ソング・オブ・ザ・シー 海のうた

### た行
- ダーティファイター
- ダーティファイター 燃えよ鉄拳
- ターボ
- 大巨獣ガッパ
- タイタンA.E.
- タイタンズを忘れない
- タイタンの戦い（1981）
- 大統領の陰謀
- ダイナソー（2000）
- タイム・アフター・タイム
- タイムマイン
- ダイヤルMを廻せ!(劇場再公開時)
- 太陽が知っている
- 太陽の帝国
- 大列車強盗(1973)
- ダウントン・アビー
- ダウントン・アビー/新たなる時代へ
- 宝島（1950）（劇場再公開時）
- 抱きしめたい
- タップス
- 旅するジーンズと16歳の夏（続編はPG-13指定）
- ダブル・ミッション
- ダリル/秘められた巨大な謎を追って
- タワーリング・インフェルノ
- 弾丸を噛め
- 単騎、千里を走る。
- タンタンの冒険/ユニコーン号の秘密
- ダンボ（2019）
- ダンボドロップ大作戦
- ちいさな英雄-カニとタマゴと透明人間-
- 地球攻撃命令 ゴジラ対ガイガン（公開当初はG指定、劇場再公開時）
- 地球最後の男オメガマン
- 地球の危機(劇場再公開時)
- チキンラン: ナゲット大作戦(前作はG指定)
- 地中海殺人事件
- 父を探して
- チップとデールの大作戦 レスキュー・レンジャーズ
- チャーリーとチョコレート工場
- チャンス
- 追憶
- ツインズ
- ティーン・タイタンズ・ゴー! トゥ・ザ・ムービーズ
- ディック・トレイシー
- ティム・バートンのコープスブライド
- ティモシーの小さな奇跡
- デート・ウィズ・ドリュー
- テス
- デストラップ 死の罠
- でっかくなっちゃった赤い子犬 僕はクリフォード【PG12】
- テックス
- 鉄ワン・アンダードッグ
- テラビシアにかける橋（2007）
- 天空の城ラピュタ
- 天国の日々
- 天国への階段(劇場再公開時)
- 天才アカデミー
- 天才犬ピーボ博士のタイムトラベル
- 天使にラブ・ソングを…
- 天使にラブ・ソングを2
- 天使の贈りもの
- テンタクルズ
- テンプルちゃんのえくぼ(劇場再公開時)
- テンプルの愛国者(劇場再公開時)
- 塔の上のラプンツェル
- 逃走迷路(劇場再公開時)
- トゥモローランド
- トゥループ・ゼロ-夜空に恋したガールスカウト-
- トゥルーマン・ショー
- トーゴー
- 劇場版 ドーラといっしょに大冒険
- トール・テイル/パラダイス・ヴァレーの奇跡
- ドクター・ドリトル2(前作はPG-13指定)
- ドクター・ドリトル3
- ドクター・ドリトル4
- ドクター・ドリトル ザ・ファイナル
- ドクター・ドリトル(2020)
- トップガン（続編はPG-13指定）
- 飛べないアヒル
- トム・ソーヤーの大冒険
- トムとジェリー（2021）
- ドライビング Miss デイジー
- 映画ドラえもん のび太の恐竜2006
- ドラキュラ'72(続編はR指定)
- ドラゴンスレイヤー
- ドラゴンボールZ 復活のフュージョン!!悟空とベジータ
- ドラゴンボール超 ブロリー（続編はPG-13指定）
- トランスフォーマー ザ・ムービー
- トランスフォーマー/ONE
- ドリーム
- ドリーム・ホース
- トリプルクロス(劇場再公開時)
- トリュフォーの思春期【PG12】(劇場再公開時)
- トレジャー・プラネット
- トレマーズ3（前作、続編はPG-13指定）
- トロールズ
- トロールズ ミュージック★パワー
- トロールズ バンド・トゥゲザー
- 泥棒成金(劇場再公開時)
- トロン
- トロン: レガシー
- トワイライトゾーン/超次元の体験
- 永遠の愛に生きて

### な行
- ナイト ミュージアム
- ナイト ミュージアム2
- ナイト ミュージアム/エジプト王の秘密
- ナイト ミュージアム/カームンラーの大脱走
- ナイトメアー・ビフォア・クリスマス
- ナイル殺人事件(1978)
- ナイルの宝石
- 長ぐつをはいたネコ
- 長ぐつをはいたネコと9つの命
- ナショナル・トレジャー
- ナショナル・トレジャー リンカーン暗殺者の日記
- ナチュラル
- ナチョ・リブレ 覆面の神様
- ナッツジョブ 〜サーリー&バディのピーナッツ大作戦!〜
- ナッツジョブ リバティパーク奪還作戦!!
- ナティ物語
- ナニー・マクフィーの魔法のステッキ
- ナニー・マクフィーと空飛ぶ子ブタ
- ナバロンの嵐
- ナビゲイター
- ナポレオン・ダイナマイト
- ナルニア国物語/第1章: ライオンと魔女
- ナルニア国物語/第2章: カスピアン王子の角笛
- ナルニア国物語/第3章: アスラン王と魔法の島
- 南極物語（2006）
- ナンシー・ドリューと秘密の階段
- 日本沈没(1973)
- ニモーナ
- ニュージーズ
- ニュー・シネマ・パラダイス(ディレクターズカット版はR指定)
- ニューヨーク・ストーリー
- ニューヨーク・ニューヨーク
- ニューヨークの恋人たち
- ニューヨーク東8番街の奇跡
- ネクスト・アベンジャーズ: 未来のヒーローたち
- ねこのガーフィールド
- ネコのミヌース
- ネバーエンディング・ストーリー
- ネバーエンディング・ストーリー 第2章（3はG指定）
- ネバー・クライ・ウルフ
- ネバーセイ・ネバーアゲイン
- ノース 小さな旅人
- ノートルダムのせむし男(1956)
- ノーム・アローン
- ノスフェラトゥ(1979)
- 呪われた森

### は行
- パーシー・ジャクソンとオリンポスの神々
- パーシー・ジャクソンとオリンポスの神々/魔の海
- バーンヤード/モーモー牧場は大騒ぎ!?
- パウ・パトロール ザ・マイティ・ムービー（前作はG指定）
- ハウルの動く城
- 博士の異常な愛情 または私は如何にして心配するのを止めて水爆を愛するようになったか(劇場再公開時)
- 白銀に燃えて
- バクテリア・ウォーズ
- バズ・ライトイヤー（前作まではG指定）
- 八月の狂詩曲
- バック・トゥ・ザ・フューチャー【劇場再公開時はPG12】
- バック・トゥ・ザ・フューチャー PART2【劇場再公開時はPG12】
- バック・トゥ・ザ・フューチャー PART3
- バッドガイズ
- ハットしてキャット
- バットキッド ビギンズ
- バットマン/マスク・オブ・ファンタズム
- ハッピー フィート
- ハッピー フィート2 踊るペンギンレスキュー隊
- パディントン
- パディントン2
- パディントン 消えた黄金郷の秘密
- 花嫁のパパ(1991)
- 花嫁のパパ2
- バニシングIN TURBO
- ハムレット(1990)
- ハメット
- パラノーマン ブライス・ホローの謎
- ハリウッド・スターガール
- ハリーとヘンダスン一家
- ハリーの災難(劇場再公開時)
- ハリー・ポッターと賢者の石
- ハリー・ポッターと秘密の部屋
- ハリー・ポッターとアズカバンの囚人(炎のゴブレット、不死鳥の騎士団はPG-13指定)
- ハリー・ポッターと謎のプリンス(死の秘宝はPG-13指定)
- バリー・リンドン
- ハリエットのスパイ大作戦
- ハロウィン・インベーダー/火星人襲来!?
- ハロー・アゲイン
- バロン
- ハワーズ・エンド
- ハワード・ザ・ダック/暗黒魔王の陰謀
- パワーパフガールズ・ムービー
- パワーレンジャー 映画版
- パワーレンジャー・ターボ・映画版・誕生!ターボパワー
- ハンクの肉球大決戦
- 晩秋
- ハンター(1980)
- ピーウィーの大冒険
- ピーター・パン（2003）
- ピーター・パン&ウェンディ
- ピーターラビット（2018）
- ピーターラビット2/バーナバスの誘惑
- ピートと秘密の友達
- ビートルジュース(続編はPG-13指定)
- ビー・ムービー
- ピクニック(劇場再公開時)
- 美少女探偵ナンシー・ドリュー
- 美女と野獣（2017）
- ビッグ
- ヒックとドラゴン
- ヒックとドラゴン2
- ヒックとドラゴン 聖地への冒険
- ひつじのショーン 〜バック・トゥ・ザ・ホーム〜（続編はG指定）
- ひとりっ娘2
- 陽のあたる教室
- ピノキオ（2022）
- 日の名残り
- ビバリーヒルズ・チワワ
- ビューティフル アイランズ
- ピンクパンサー
- ピンクパンサー2
- ファイティング・with・ファイア
- ファイヤーフォックス
- ファインディング・ドリー（前作はG指定）
- ファニー・レディ
- ファミリー・ゲーム/双子の天使
- ファンタスティック・フォー:銀河の危機（前作はPG-13指定）
- ファンダンゴ
- フィールド・オブ・ドリームス
- フィスト
- フーズ・ザット・ガール
- プーと大人になった僕
- フェノミナン
- フェルディナンド
- フォーエヴァー・ヤング 時を超えた告白
- フォーチュン・クッキー
- 復活の日
- フック
- ブック・オブ・ライフ 〜マノロの数奇な冒険〜
- フットルース（1984）
- 氷壁の女
- ブライダル・ウォーズ
- プライドと偏見
- フライングハイ
- フライングハイ2/危険がいっぱい月への旅
- ブラザーサンタ
- ブラックホール（1979）
- フラバー
- ブラボー火星人2000
- フランケンウィニー（2012）
- フリー・ウィリー
- フリー・ウィリー2
- フリー・ウィリー3
- ブリット
- プリティ・ブライド
- プリティ・リーグ
- プリンス・オブ・エジプト
- プリンセス・ブライド・ストーリー
- フリントストーン/モダン石器時代
- フリントストーン2/ビバ・ロック・ベガス
- ブルー きみは大丈夫
- ブルー 初めての空へ（Blu-ray・DVD・デジタル配信版はG指定。続編はG指定）
- ブルー・ハワイ(劇場再公開時)
- ブルックリン横町(劇場再公開時)
- プレーンズ
- プレーンズ2/ファイアー&レスキュー
- ブロードウェイ ドリーム!
- フローラとユリシーズ
- 劇場版プロジェクトセカイ 壊れたセカイと歌えないミク
- プロデューサーズ(1968)
- ブロンコ・ビリー
- ヘアー
- ヘアスプレー(1988)
- ヘアスプレー(2007)
- 平成狸合戦ぽんぽこ
- ベイビーズ - いのちのちから -
- ベイマックス
- ベートーベン
- ベートーベン2
- ペーパー・ムーン【劇場再公開時はPG12】
- ベガス・バケーション(前作はPG-13指定)
- ベスト・キッド（1984）
- ベスト・キッド2
- ベスト・キッド3/最後の挑戦
- ベスト・キッド4
- ベスト・キッド（2010）
- ペット（2016）
- ペット2
- ベッドタイム・ストーリー
- ペテン師とサギ師/だまされてリビエラ
- ベラのワンダフル・ホーム
- ヘレンとフランクと18人の子供たち
- ペンギンズ FROM マダガスカル ザ・ムービー
- ヘンゼルとグレーテル
- 暴力脱獄
- ホーカス ポーカス
- ホーカスポーカス2
- ホーホケキョ となりの山田くん
- ホーム・アローン
- ホーム・アローン2
- ホーム・アローン3
- ホーム・スイート・ホーム・アローン
- ホーム 宇宙人ブーヴのゆかいな大冒険
- ホーム・オン・ザ・レンジ にぎやか農場を救え!
- ホーリーマン
- ボーン・イエスタデイ
- ホーンテッドマンション（2003）
- 僕たちのサマーキャンプ/親の居ぬ間に…
- 僕たちは希望という名の列車に乗った【PG12】
- 僕のワンダフル・ライフ
- 僕のワンダフル・ジャーニー
- 星つなぎのエリオ
- 星のオルフェウス
- 星を追う子ども
- ボス・ベイビー
- ボス・ベイビー ファミリー・ミッション
- ポセイドン・アドベンチャー
- ポセイドン・アドベンチャー2
- ボックストロール
- 炎のランナー
- ポリスアカデミー3 全員再訓練!（前作はPG-13指定）
- ポリスアカデミー4 市民パトロール
- ポリスアカデミー5 マイアミ特別勤務
- ポリスアカデミー'94/モスクワ大作戦!!
- ポルターガイスト（1982）（続編からはPG-13指定）
- ボルト（2008）
- ホワイトハンター ブラックハート
- ホワイト・ファング
- ホワイトファング2/伝説の白い牙
- ボンジュール、アン
- ホンドー(劇場再公開時)

### ま行
- マーヴェリック
- マーヴェリックス/波に魅せられた男たち
- マーサの幸せレシピ
- マーシャルの奇跡
- マーニー(劇場再公開時)
- マーリー 世界一おバカな犬が教えてくれたこと
- マイ・エレメント
- マイ・ガール
- マイ・ガール2
- マイケル・ジャクソン THIS IS IT
- マイケル/ジョン・トラボルタ
- マイ・サイエンス・プロジェクト
- マイティ・ジョー
- マイ・ビッグ・ファット・ウェディング
- マイホーム・コマンドー
- マイ・ボディガード(1980)
- 映画マイリトルポニー プリンセスの大冒険
- マインクラフト/ザ・ムービー
- マウス・タウン ロディとリタの大冒険
- マウス・ハント
- マグノリアの花たち
- マクファーランド 栄光への疾走
- マジェスティック（2001）
- マジックに魅せられて
- 魔女がいっぱい
- マスク2（前作はPG-13指定）
- マダガスカル
- マダガスカル2
- マダガスカル3
- マダム・イン・ニューヨーク
- マチルダ
- マッキントッシュの男
- マックQ
- マックス
- マネー・ピット
- 魔法使いの弟子（2010）
- 魔法にかけられて
- 魔法にかけられて2
- 真昼の決闘(劇場再公開時)
- 真昼の死闘
- マレフィセント
- マレフィセント2
- ミクロキッズ
- 見知らぬ乗客(劇場再公開時)
- ミスター・アーサー(1981)
- ミスター・アーサー2
- 未知との遭遇
- ミッション
- ミッション・トゥ・マーズ
- ミッシング(1982)
- ミッシング・リンク 英国紳士と秘密の相棒
- ミッチェル家とマシンの反乱
- ミッドウェイ(1976)
- ミニオンズ
- ミニオンズ フィーバー
- ミュータント・タートルズ（1990）
- ミュータント・ニンジャ・タートルズ2
- ミュータント・ニンジャ・タートルズ3
- ミュータント・タートルズ -TMNT-
- ミュータント・タートルズ:ミュータント・パニック!
- 未来のミライ
- 未来は今
- ミラキュラス レディバグ&シャノワール:ザ・ムービー
- ミラクル（2004）
- ミラクル・アドベンチャー/カザーン
- ミラクルマスター/7つの大冒険
- ミラクル7号
- ミラベルと魔法だらけの家
- ミリオンダラー・アーム
- ミリオン・マイルズ・アウェイ 遠き宇宙への旅路
- みんなあつまれ! ワンダーパーク
- ムーンプリンセス 秘密の館とまぼろしの白馬
- 無分別
- メアリーと秘密の王国
- メアリと魔女の花
- 名探偵ティミー
- 名探偵ピカチュウ
- 名探偵ベンジー(前作まではG指定)
- メイム
- メカニック（1972）
- めぐり逢えたら
- メジャーリーグ2（前作はR指定、続編はPG-13指定）
- めまい(劇場再公開時)
- メリー・ポピンズ リターンズ
- メリダとおそろしの森
- メン・イン・キャット
- モアナと伝説の海
- モアナと伝説の海2
- 燃える戦場
- モーニング・ライト
- モスキート・コースト
- 森のリトル・ギャング
- モンキー・リーグ/史上最強のルーキー登場
- モンスターVSエイリアン
- モンスターズ・パーティ
- モンスターズ・リーグ
- モンスタートラック
- モンスター・ハウス
- モンスター・ホテル
- モンスター・ホテル2
- モンスター・ホテル クルーズ船の恋は危険がいっぱい?!
- モンスター・ホテル 変身ビームで大パニック!

### や行
- 野生の島のロズ
- 野性の呼び声
- 屋根裏のポムネンカ
- 屋根裏のラジャー
- 山猫(劇場再公開時)
- ヤング・フランケンシュタイン
- 誘拐騒動/ニャンタッチャブル
- ユー・ガット・メール
- 遊☆戯☆王デュエルモンスターズ 光のピラミッド
- 遊☆戯☆王 THE DARK SIDE OF DIMENSIONS
- ゆかいな天使/トラブるモンキー
- ユニコーンのテルマ
- ユニコ 魔法の島へ
- 指輪物語
- 夢
- 夜明け告げるルーのうた
- 夜明けを信じて。
- 妖精ファイター
- ヨギ & ブーブー わんぱく大作戦
- 欲望という名の電車(ディレクターズカット版の劇場再公開時)
- 弱虫スクービーの大冒険

### ら行
- ラーマーヤナ ラーマ王子伝説
- ラーヤと龍の王国
- ライオン・キング（2019）
- ライオン・キング:ムファサ
- ライズ〜コートに輝いた希望
- ライトスタッフ
- ライフ・オブ・パイ/トラと漂流した227日
- ラグラッツのGOGOアドベンチャー
- ラビリンス/魔王の迷宮
- ラ・ブーム【劇場再公開時はPG12】
- ランゴ
- リッチー・リッチ
- リトル・ニキータ
- リトルプリンス 星の王子さまと私
- リトル・マーメイド（2023）
- リトル・ロマンス
- リバー・ランズ・スルー・イット
- リメンバー・ミー（2017）
- 竜とそばかすの姫
- リロ&スティッチ(2002)
- リロ・アンド・スティッチ 2
- リロ&スティッチ(2025)
- リンクル・イン・タイム
- ルイスと不思議の時計
- ルーニー・テューンズ:バック・イン・アクション
- ルディ/涙のウイニング・ラン
- ルビー・ギルマン、ティーンエイジ・クラーケン
- レイダース/失われたアーク《聖櫃》
- レゴニンジャゴー ザ・ムービー
- レゴバットマン ザ・ムービー
- レゴ ムービー 2
- レジェンド・オブ・ゾロ(前作はPG-13指定)
- レジェンド/光と闇の伝説
- レスキュー
- レッド・オクトーバーを追え!
- レッド・サン
- レッドタートル ある島の物語
- レッド・ツェッペリン狂熱のライヴ
- レモニー・スニケットの世にも不幸せな物語
- ロイ・ビーン
- ロイヤル・セブンティーン
- ローカル・ヒーロー/夢に生きた男
- ロープ(劇場再公開時)
- ロケッティア
- ロジャー・ラビット
- ロッキー
- ロッキー2
- ロッキー3
- ロッキー4/炎の友情(ディレクターズカット版はPG-13指定)(続編はPG-13指定)
- ロッキー・ザ・ファイナル
- ロックンロール・ハイスクール
- ロビンフッドの冒険(劇場再公開時)
- ロボッツ
- ロマンシング・ストーン 秘宝の谷
- ロミオとジュリエット(1968)
- ロラックスおじさんの秘密の種
- ロング・ウェイ・ノース 地球のてっぺん
- ロン 僕のポンコツ・ボット

### わ行
- ワイルド・ソーンベリーズ ムービー
- 若おかみは小学生!
- わが心のボルチモア
- 惑星ソラリス
- ワシントン・スクエア
- 私ときどきレッサーパンダ
- 私のテンプル(劇場再公開時)
- ワンダー 君は太陽
- わんぱくデニス
- わんわん物語(2019)

### アルファベット
- ANNIE/アニー（2014）
- ATOM
- BFG: ビッグ・フレンドリー・ジャイアント
- D2 マイティ・ダック
- D3 マイティ・ダックス 飛べないアヒル3
- DC がんばれ!スーパーペット
- Disney's クリスマス・キャロル
- DRAGONBALL EVOLUTION
- E.T.
- FLY!/フライ!
- 特別版 Free!-Take Your Marks-
- GAMBA ガンバと仲間たち
- G.I.ブルース(劇場再公開時)
- GO!GO!ガジェット
- JAWS/ジョーズ【劇場再公開時はPG12】
- JAWS/ジョーズ2【劇場再公開時はPG12】
- KUBO/クボ 二本の弦の秘密
- LEGO ムービー
- LIFE!/ライフ
- Love Letter
- MEMORIA メモリア
- Mr.インクレディブル（悪人たちがマシンガンで子供たちを撃ち殺そうとするシーンがある為[2]）
- Mr.マグー
- Oh!ベルーシ絶体絶命
- ONE LIFE 奇跡が繋いだ6000の命
- PAN 〜ネバーランド、夢のはじまり〜
- PERFECT DAYS
- RBG 最強の85才
- Shall we ダンス?
- SING/シング
- SING/シング: ネクストステージ
- THX 1138
- UFO学園の秘密
- WANDA/ワンダ

### 数字
- 007/ドクター・ノオ(劇場再公開時)
- 007/ロシアから愛をこめて
- 007/ゴールドフィンガー
- 007/サンダーボール作戦
- 007は二度死ぬ
- 007/ダイヤモンドは永遠に
- 007/死ぬのは奴らだ
- 007/黄金銃を持つ男
- 007/私を愛したスパイ
- 007/ムーンレイカー
- 007/ユア・アイズ・オンリー
- 007/オクトパシー
- 007/美しき獲物たち
- 007/リビング・デイライツ（次回作からPG-13指定）
- 2分の1の魔法
- 11人のカウボーイ
- 12人のパパ(2003)
- 12人のパパ2
- 34丁目の奇跡(1994)
- 80デイズ
- 2010年(前作はG指定)